# Ионийский обол

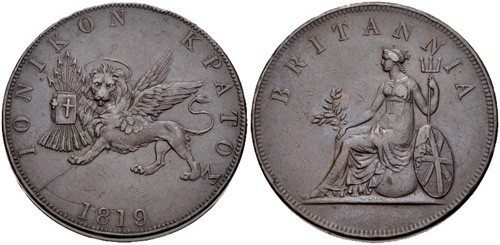
Монета номиналом в два обола («Диобол»), 1819 г.

Обол (множественное число oboli) был денежной единицей Соединённых провинций Ионических островов в период с 1819 по 1863 год (когда они находились под властью Великобритании). До 1834 года 1 обол составлял 4 лепты (единственное число — лептон), после этого 1 обол = 5 лепт. Всё время своего существования обол приравнивался к британскому полпенни.
Обол, в свою очередь, был введён для замены турецких пара с надчеканкой, а также ионийских газет, обращавшихся до 1819 года. Обол носил на себе символику как исчезнувшей в 1797 году Венецианской республики (венецианский лев), исторически владевшей Ионическими островами, так и Великобритании (сидящая фигура Британии, как на британском пенни).
В 1863 году, когда Ионические острова вошли в состав Греции, ионийский обол был заменён греческой драхмой по курсу 1 драхма = 20 оболов.
Самым необычным номиналом была серебряная монета 30 лепт. На прочих монетах номинал вообще не был указан, они отличались только размером.